# Armor-Lux
Pour les articles homonymes, voir Armor (homonymie) et Lux.
Armor-Lux est une entreprise française spécialisée dans la création, la fabrication et la distribution de vêtements, notamment des marinières et des articles de bonneterie.
Son siège ainsi que ses outils de production sont situés à Quimper, en Bretagne. Son chiffre d'affaires se monte en 2017 à 95 millions d'euros, dont environ 40 % de production en France.
Elle est fondée en 1938 par Walter Hubacher, puis est rachetée en 1993 par Jean-Guy Le Floch et Michel Guéguen. Elle connait depuis cette date une croissance importante, notamment en développant ses activités dans le secteur de l'habillement professionnel et en rachetant des concurrents. Ses activités se sont diversifiées dans le domaine de la vente, ou dans la production de biens et services non-liés à l'habillement.

## Historique

### Débuts
La société Armor-Lux est fondée en 1938 à Quimper par le Suisse Walter Hubacher sous le nom de « La Bonneterie d'Armor ». La société est pendant ses premières années spécialisée dans la confection de sous-vêtements, ce qui limite alors ses possibilités, cette spécialité ne représentant qu'un tiers de la garde-robe. La société se diversifie rapidement dans la production de vêtements de qualité pour les marins et les pêcheurs, en coton ou en laine, caractérisés par l'utilisation de couleurs et de rayures évoquant la mer. Les capacités de l'entreprise évoluent progressivement avec l'achat, en 1940, de sa première machine à tricoter puis, en 1965, avec l’acquisition d’une teinturerie.
La société connaît une époque de développement qui commence en 1970 avec la création de sa première collection de prêt à porter. Elle commence ainsi à diversifier ses activités, concentrées jusque-là dans la fabrication de sous-vêtements et de pulls marins. Elle poursuit sa diversification avec en 1982 l'ouverture de sa première boutique. L'entreprise grandit ainsi jusqu'au début des années 1980 pour atteindre un maximum de 600 salariés, mais la concurrence de pays à plus faible coût de main d’œuvre oblige l'entreprise à réduire son personnel à 450 personnes,.
En 1993, la société, souffrant d'une réduction de son chiffre d'affaires et d'un manque d'innovation, est rachetée pour cinq millions d'euros par deux Bretons, Jean-Guy Le Floc'h et Michel Gueguen, tous deux ayant auparavant travaillé comme cadres dans le groupe Bolloré. Les objectifs déclarés des deux repreneurs sont de maintenir des emplois en Bretagne grâce à une diversification des produits, une adaptation des savoir-faire et une plus grande flexibilité dans l'organisation du travail.

### Relance des années 1990

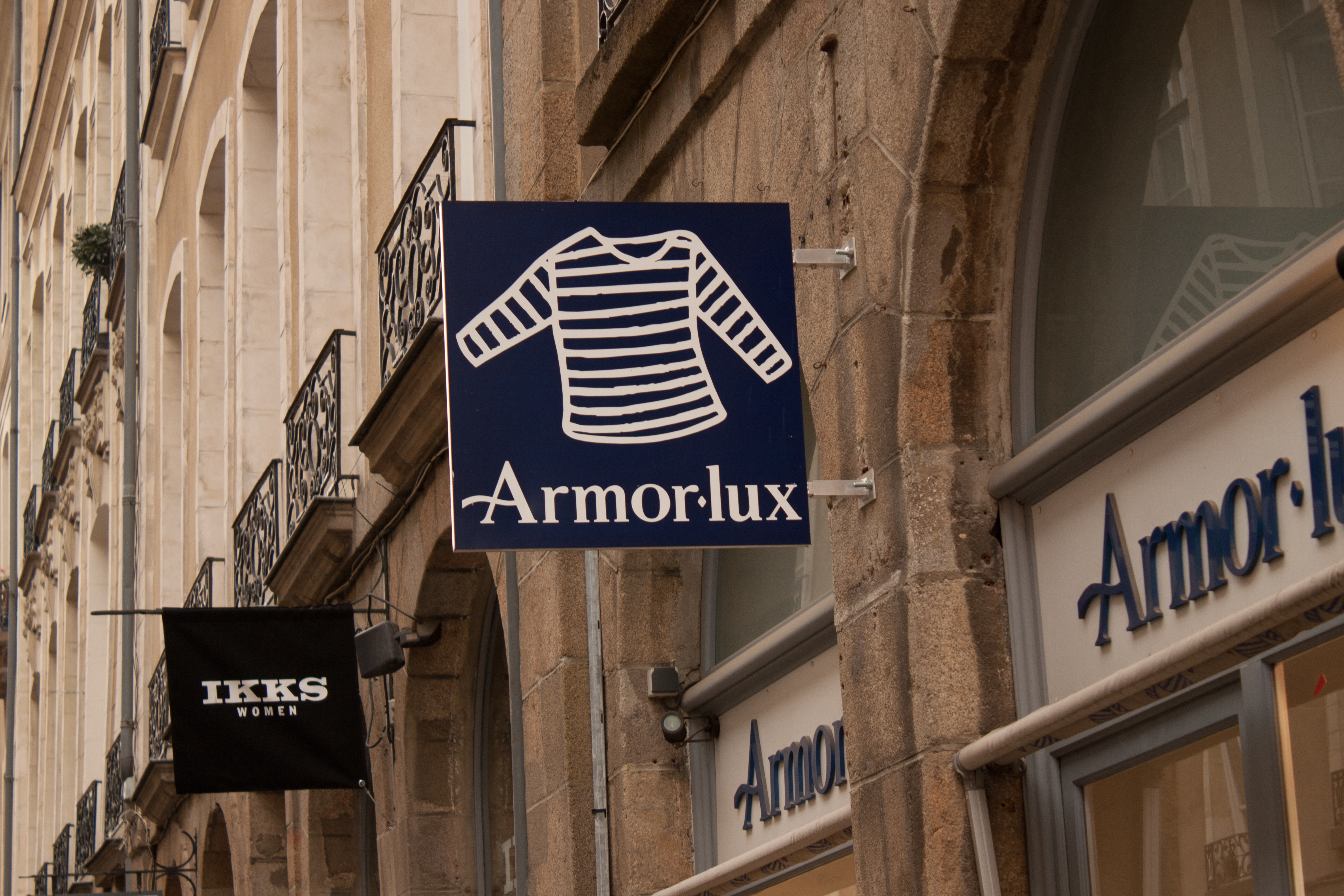
Armor-Lux à Rennes.

L'entreprise est relancée, et lors de la première décennie suivant le rachat du groupe, le chiffre d'affaires passe de 19 millions d'euros en 1993 à 50 millions en 2004, connaissant ainsi une hausse de 263 %.
L'entreprise commence par se diversifier en créant de nouvelles marques. Terre et Mer qui s'adresse uniquement aux femmes est créée en 1994, suivie en 1997 de Armor-Kids qui cible les 3-14 ans, puis en 1999 de Armor-Baby qui cible les enfants de 3 à 24 mois. Le nombre de nouveaux produits créés chaque année augmente, passant de 300 à 400 nouveaux produits par an en 1993, à près de 1 500 dix ans plus tard ; ceci entraîne une augmentation du nombre de personnes travaillant dans le bureau d'études du groupe, passant de 4 en 1993 à une trentaine, 10 ans plus tard, ainsi que du budget de développement qui est multiplié par dix en dix ans, atteignant 600 000 euros. Le designeur japonais Zucca est embauché à l'époque pour revoir certains produits de la marque.
Dans la même période, Armor-Lux rachète aussi d'autres entreprises de textile français pour assurer sa diversification. Guy de Bérac à Troyes, qui produit des pulls en laine à maille rectiligne, est racheté en 1993, suivi de Britain Stock en 1995 qui produit des pulls celtes. En 2002, la société Bermudes de Roville Devant Bayon, spécialisée dans le vêtement technique de protection, puis en 2004 les sociétés Compagnie angevine de la maille et Diftex sont aussi rachetées.
Le groupe doit aussi développer ses capacités de production. La crue de l'Odet en 2000 ayant gravement endommagé les métiers à tricoter du site de Quimper, cette activité y est arrêtée et le groupe fait construire une nouvelle unité destinée à la coupe, l'assemblage, le stockage et la logistique sur un site de 60 hectares pour 7 millions d'euros. Le développement est financé par le biais des fonds propres de l'entreprise et par des emprunts bancaires.
La communication du groupe commence à se développer. En raison de contraintes financières, seul 1 % du chiffre d'affaires est affecté au budget de communication, contre 3 à 4 % pour les autres entreprises textiles à la même époque. Elle est active dans le sponsoring sportif et soutient le FC Lorient depuis 1995, ou dans les sports nautiques depuis la Route du Rhum de 1998.

### Évolutions de la stratégie d'entreprise dans les années 2000

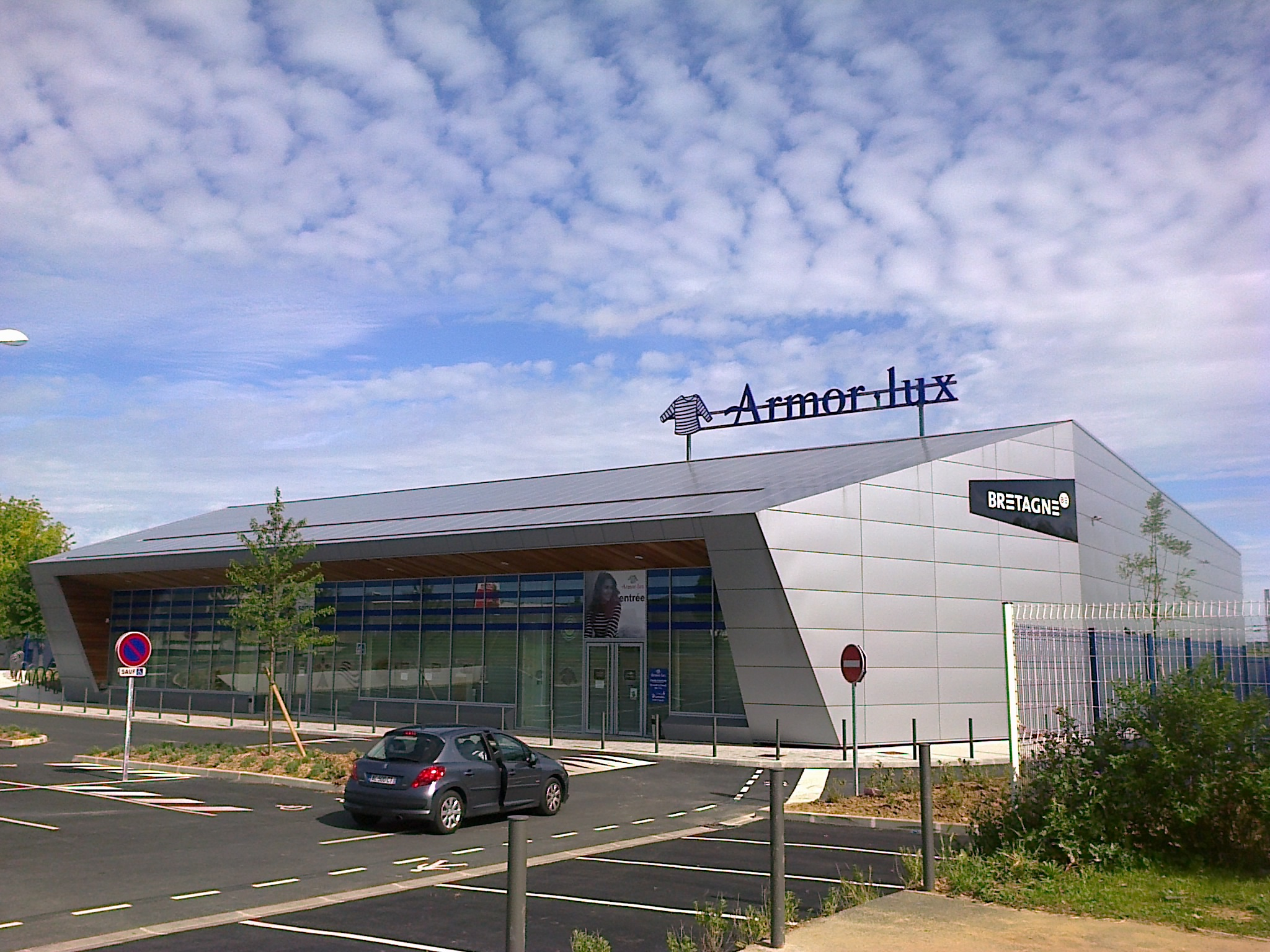
Le magasin de Plaisir.

Le groupe délocalise 40 % de sa production à l'étranger, le reste de l'activité étant conservé dans les trois usines françaises du groupe. Il se lance aussi dans le commerce équitable à partir de 2004, en achetant par ce moyen une partie des cotons qu'il utilise, dans l'achat de matériaux issus de l'agriculture biologique en 2009 en décrochant la norme ECOCERT, et dans le développement durable en adoptant la norme ISO 26000 en 2011.
Armor Lux commence, à cette époque, à développer ses activités dans le domaine des vêtements professionnels. La soumission à des marchés publics joue un rôle important dans le développement du chiffre d'affaires. En 2004, La Poste lui confie la réalisation des tenues de ses agents, un marché de 17 millions d'euros sur cinq ans. Selon Virginie Vial, ce marché a permis à l'entreprise, d'évoluer de la vente en gros vers la vente au détail à distance, la gestion des commandes individuelles des postiers occupant 50 % de l'effectif. Ce contrat est signé à la suite de l'investissement dans la nouvelle usine de la zone industrielle de Kerdroniou. En 2007 le groupe obtient des marchés de même nature auprès de la SNCF et d'Aéroports de Paris,  puis en 2008, il remporte le contrat du ministère de l'Intérieur concernant les uniformes des fonctionnaires de la Police nationale. Au total, une quinzaine de marchés d’envergure sont signés durant cette époque jusqu'à représenter plus d'un tiers du chiffre d'affaires. Le groupe se fait aussi connaitre lors de la campagne de l'élection présidentielle française de 2012, lorsque le MoDem puis le PS et l'UMP lui commandent des habits pour équiper leurs militants. Fin 2012, ce secteur représente près de 40 % des activités du groupe. Le 19 octobre 2012, l'ex Ministre du redressement productif, Arnaud Montebourg, apparaît en Une du Parisien Magazine, puis à la Fête de la rose, arborant une marinière fabriquée par Armor Lux. Cette apparition a eu un effet bénéfique pour la marque en matière de communication et profits. Outre le coup de publicité important sur l'iconique marinière de la marque, cela permet de renforcer l'image « Made in France » et contribue à l'accession aux marchés publics. Par la suite, Amor-Lux remporte les contrats pour la SNCF de nouveau, mais également pour la RATP avec l'équipement de 27 000 agents, JCDecaux, Geopost pour 720 000 vêtements dans toute l'Europe, Monoprix ou Carrefour.
Nonobstant le développement de ces marchés de vente en gros, la marque commence à se doter de magasins afin d'assurer la distribution de ses produits, ceux-ci étant situés en périphérie de ville. Un premier magasin de grande surface ouvre en 2004 à Quimper, suivi de six autres du même type en région Bretagne dans les années suivantes. En 2011, le développement s’accélère avec la décision d'ouvrir six autres structures de ce type, dont une en région parisienne, à Plaisir pour un investissement de 4 millions d'euros. L'année suivante, la marque ouvre sa première boutique à l'étranger à New York, et compte la même année 40 boutiques en France. Toujours en 2012, la marque rachète La Bosse des Marques qui compte sept magasins.
À partir du début des années 2010, l'entreprise commence à diversifier ses activités par la création de nouveaux magasins dans de nouveaux secteurs : l'épicerie fine, des produits liés aux arts de la table, ou encore des produits culturels comme les disques ou les livres.

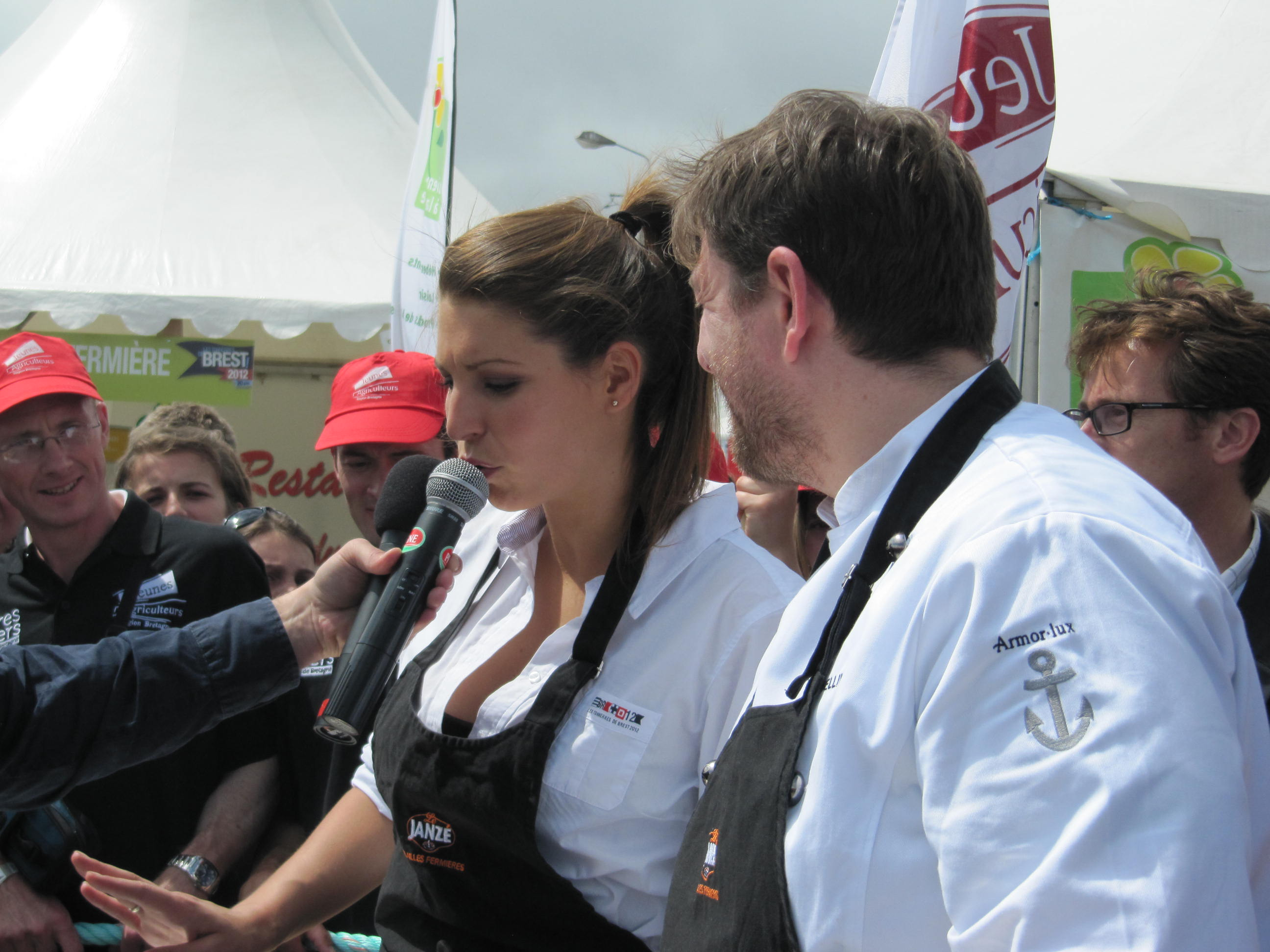
Laury Thilleman aux fêtes maritimes de Brest 2012.

La communication de l'entreprise évolue à la même époque, bien que restant tournée autour de l'image de la Bretagne. En plus du sponsoring sportif, elle commence à s'intéresser à des événements régionaux comme le festival des Vieilles Charrues, le festival de Cornouaille, le festival du chant de marin de Paimpol ou encore le festival du Bout du Monde. Elle obtient la licence exclusive pour les textiles et produits dérivés des fêtes maritimes de Brest 2012, 2016 et 2020. Fin 2011, l'ex miss-France Laury Thilleman, originaire de Brest, devient l'égérie du groupe, celui-ci espérant augmenter ses ventes d'environ 10 % par an en s'associant à son image. La marque est aussi commercialisée dans la boutique parisienne colette à partir de fin 2010.
En 2018, un accord est signé avec le constructeur automobile français Renault pour la commercialisation d'une série limitée haut de gamme du modèle Kadjar, reprenant le motif à rayures d'Armor-Lux sur les ailes ou encore dans l'habitacle[source insuffisante]. Armor Lux apparaît sur les maillots de match de l'En Avant de Guingamp pour la saison 2018-2019. En 2018 la marque Terre & mer est relancée, avec des capsules et des petites séries.

## Fonctionnement

### Productions
La production est effectuée, en 2011, dans différents pays.
40 % de celle-ci est réalisée en France, et concerne principalement la fabrication des tissus de maille circulaire ou rectiligne. La marque  dispose de trois usines, une à Troyes qui emploie 60 personnes, et deux à Quimper qui emploient 350 personnes. Dans cette dernière ville, la société possède une usine spécialisée dans le tricotage et la teinture, et une autre usine spécialisée dans la coupe, la confection et le prototypage. 35 % de la production totale du groupe est ainsi localisée à Quimper. L'entreprise est le premier fabricant et distributeur de coton équitable en France, dans le cadre d'accords de partenariat passés depuis 2008 avec des cotonculteurs maliens et burkinabés, avec 25 % des ventes totales. Au niveau régional, les 350 personnes travaillant en Bretagne représentent plus de 10 % des salariés de la production textile régionale, le secteur représentant moins de 3 000 emplois.
Concernant la production effectuée à l'étranger, elle est réalisée à 45 % dans les pays du Maghreb, à 10 % en Europe de l'Est, et à 5 % en Asie, principalement en Inde. Les articles de chaîne et trame (e.g. chemises, pantalons) sont produits au Maroc et en Tunisie. Ce dernier pays réalise par ailleurs la plupart des vêtements professionnels.

### Administration et ressources humaines

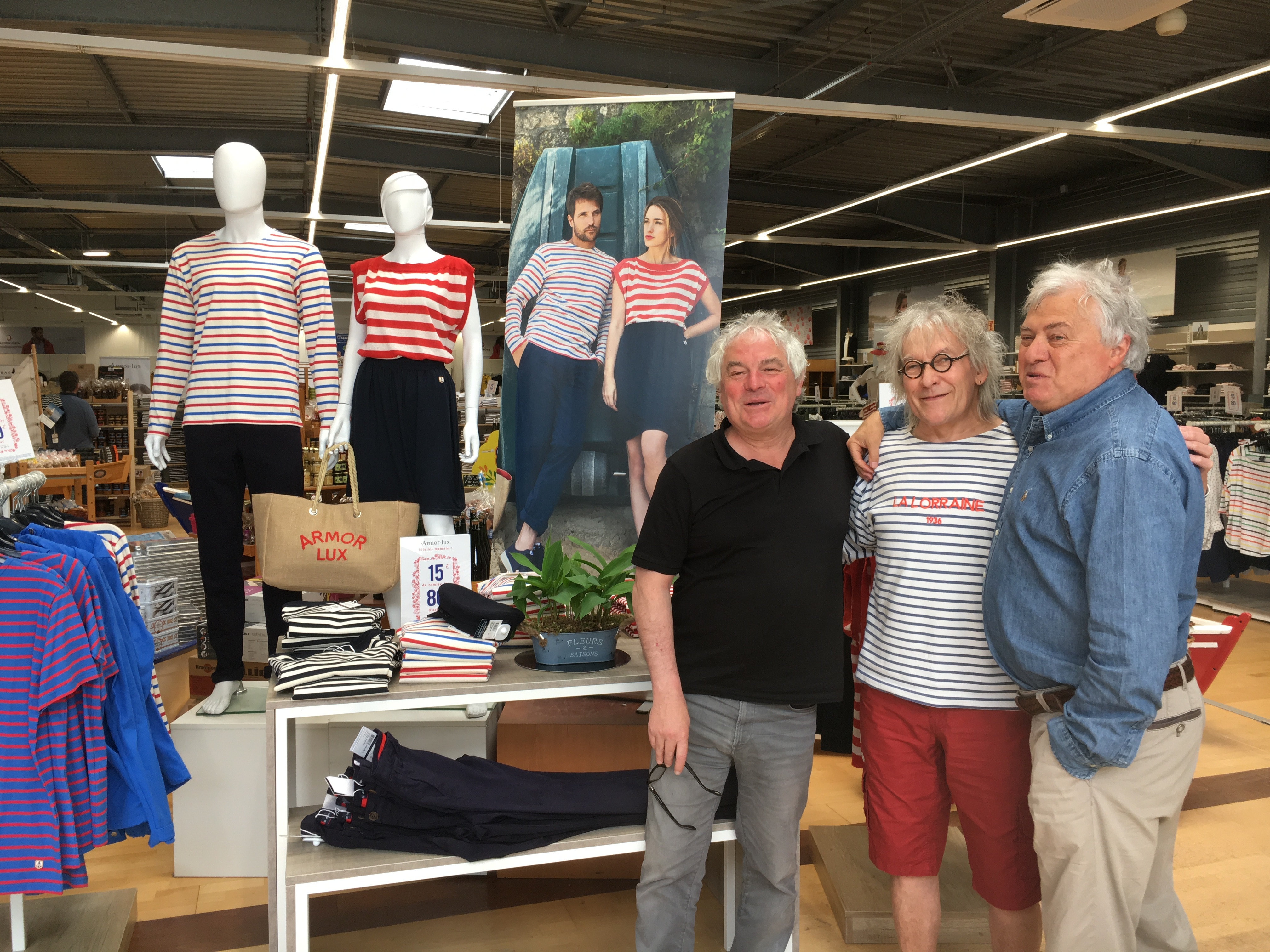
Jean-Guy Le Floch et Michel Gueguen en compagnie de Jean-Louis Jossic de Tri Yann (au centre) dans le magasin de Quimper.

La société est enregistrée sous le nom de « Bonneterie d'Armor » et a la forme d'une société par actions simplifiée d'un capital de 1,6 million d'euros dont le siège social est situé à Quimper. La majorité du capital est détenue par Jean-Guy Le Floch et Michel Gueguen depuis leur reprise du groupe en 1993. l’« Institut de participation de l’Ouest » (filiale du crédit industriel et commercial) et « Ouest Croissance » (filiale du groupe Banque populaire) détiennent eux 25 % du capital depuis 2007.
Les effectifs du groupe se montent à 550 personnes, dont 78 % de femmes et 53 % de femmes parmi les cadres du groupe. Le site de Quimper est à l'origine de 40 % de la valeur ajoutée du groupe. À ceux-ci s'ajoutent l'équivalent de 2 000 personnes employées à l'étranger. Le groupe a par ailleurs mis en place en 2012 un programme avec Pôle emploi, la CCI de Quimper Cornouaille et la Région Bretagne pour former et recruter ses opératrices de confection.

### Résultats économiques
| 1993 | 1996 | 1998 | 2000 | 2002 | 2004 |
| ---- | ---- | ---- | ---- | ---- | ---- |
| 19   | 33,9 | 37,7 | 41,1 | 46,4 | 48,3 |

| 66 | 75 | 85 | 95 | 90 | 95 | 90 |

## Ventes

### Répartition

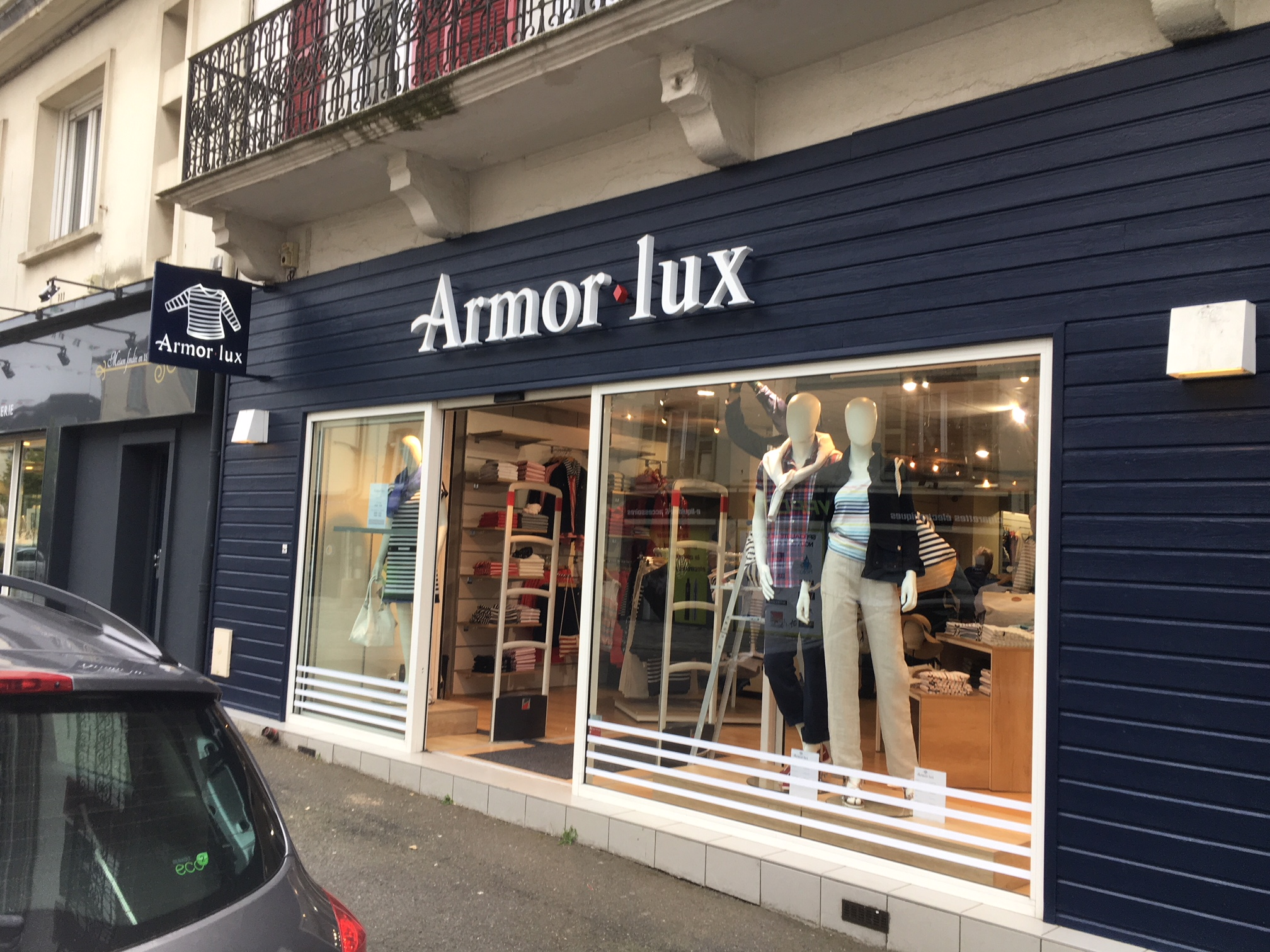
65e boutique ouverte à Carhaix en 2019.

Les produits du groupe sont écoulés dans un réseau de 1 500 détaillants en 2011. À ceux-ci s'ajoutent des points de vente détenus par la société : une quarantaine de boutiques de centre-ville d'une taille d'une centaine de mètres carrés, et une dizaine de magasins de périphérie de mille mètres carrés (2012). S'ajoute également une boutique de vente en ligne qui réalise un peu moins d'un million d'euros de chiffre d'affaires.
Les ventes sur le territoire français représentent l'essentiel des ventes du groupe. Les vêtements professionnels représentent 45 % des ventes, et les marques grand public 55 % de celles-ci. L'export n'est à l'origine que de 7 % du chiffre d'affaires en 2011. Celui-ci est surtout concentré au Japon, sur la côte Est des États-Unis et au Québec.

### Collections
Les différentes collections représentent en 2011 plus de cinq millions de pièces vendues, dont 400 000 pièces pour la marinière blanc et bleu seule. Sur ce produit, la société est en concurrence directe avec le leader Saint James,. Au total, 1 500 nouveaux modèles sont créés en 2011 par une dizaine de stylistes dont 90 % sont extérieurs à la société.
La société possède par ailleurs d'autres marques spécialisés dans des gammes de produits différents. Dans le domaine des vêtements grand public, Terre et Mer est spécialisé dans l'habillement féminin, alors que Armor-Kids et Armor-Baby ciblent eux l'habillement pour enfant. Le domaine des vêtements nautiques est lui détenu par Bermudes.

## Partenariats et mécénat

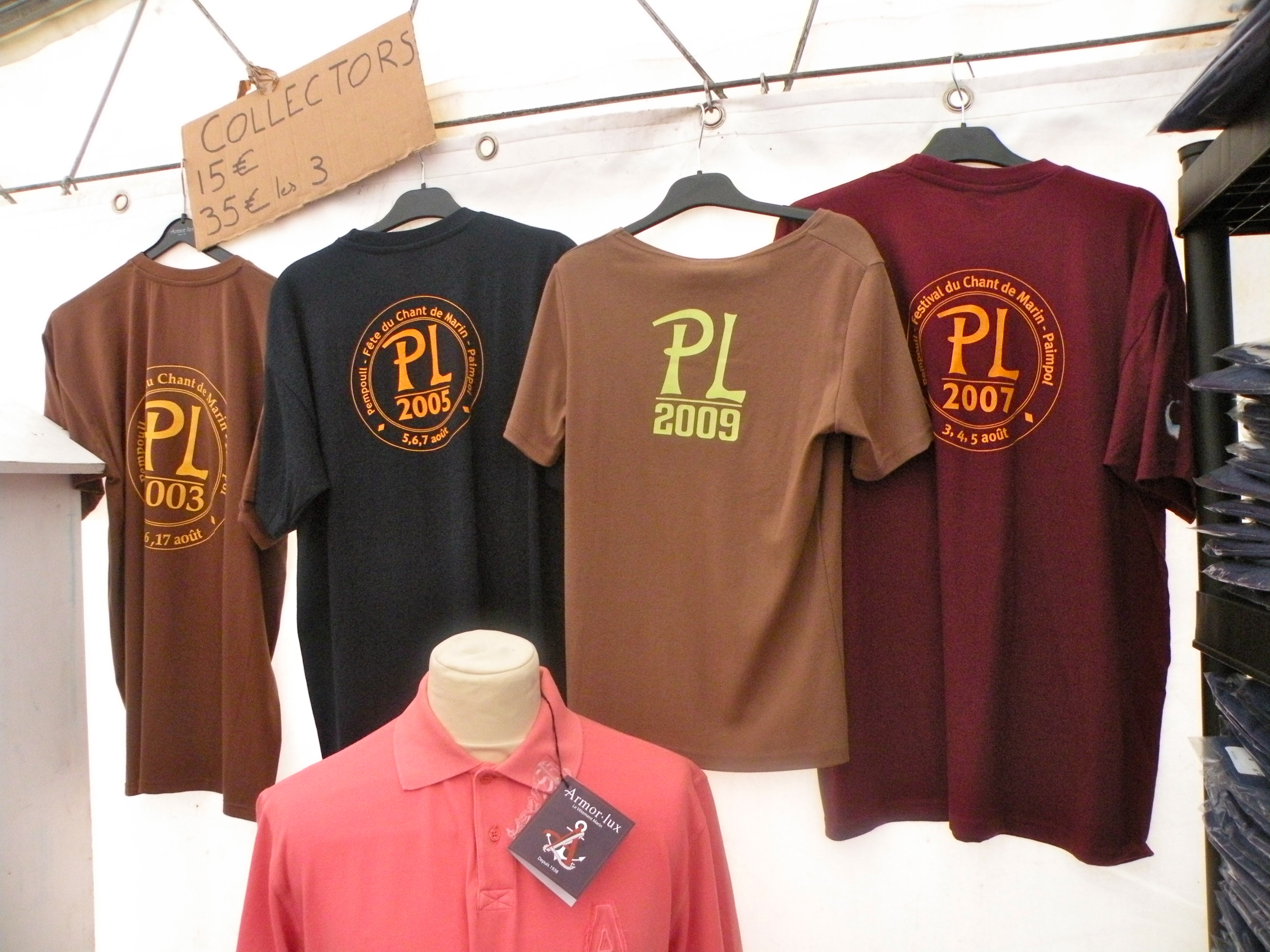
Stand des t-shirts du festival du chant de marin de Paimpol.

L'entreprise a, depuis toujours, soutenu les grands skippers (Erwan Tabarly, Bernard Stamm...). La marque commercialise des collections de vêtements et accessoires textiles spécifiques pour des événements maritimes, comme la Route du Rhum, les fêtes maritimes de Brest et de Douarnenez, le festival du chant de marin de Paimpol... Armor-Lux défend le patrimoine maritime en étant partenaire des grands acteurs comme la Société Nationale de Sauvetage en Mer, le conservatoire du littoral, L'Hermione (réplique du navire amiral de La Fayette), le Musée national de la Marine.
Chaque année, Armor-Lux consacre 250 000 euros au mécénat et autant au sponsoring. Dans le secteur sportif, le sponsoring a permis de financer des clubs de football professionnels (stade rennais, stade brestois, FC Lorient, En avant de Guingamp) mais également des petits clubs bretons (Concarneau, Coray, Plozévet, Inzinzac-Lochrist, tournois Mondial Pupilles…). Dans le cyclisme, Armor-Lux s'est lié à l'équipe Bretagne (naming 2007-2008), aux Tour du Finistère et Tour de Bretagne, à la Fédération française de cyclisme (fournisseur officiel des arbitres depuis 2014).
Dans le milieu culturel breton, elle est partenaire de cercles celtiques (Eostiged ar Stangala), elle soutient la création de costumes, comme ceux du Bagad Melinerion de Vannes depuis 2013, accompagne le Bagad Kemper et signe en 2018 un partenariat avec la fédération des sonneurs Sonerion. Elle soutient également des musiciens (Tri Yann, Bolloc’h Breizh Tour…), peintres, photographes, comédiens… En 2013, l'entreprise finance en tant que grand mécène la statue de Saint Ronan pour la Vallée des Saints. La marque est visible lors des grands festivals (Interceltique de Lorient, Cornouaille Quimper, Bout du Monde à Crozon) et apporte des aides financières à une centaine d'autres partenaires.
Depuis quelques années, Armor-Lux développe du mécénat médical, en soutenant des chercheurs (Pierre Youinou pour ses travaux contre la leucémie), des associations (les Blouses roses) et hôpitaux (couvertures spéciales pour le service oncologie de Brest).

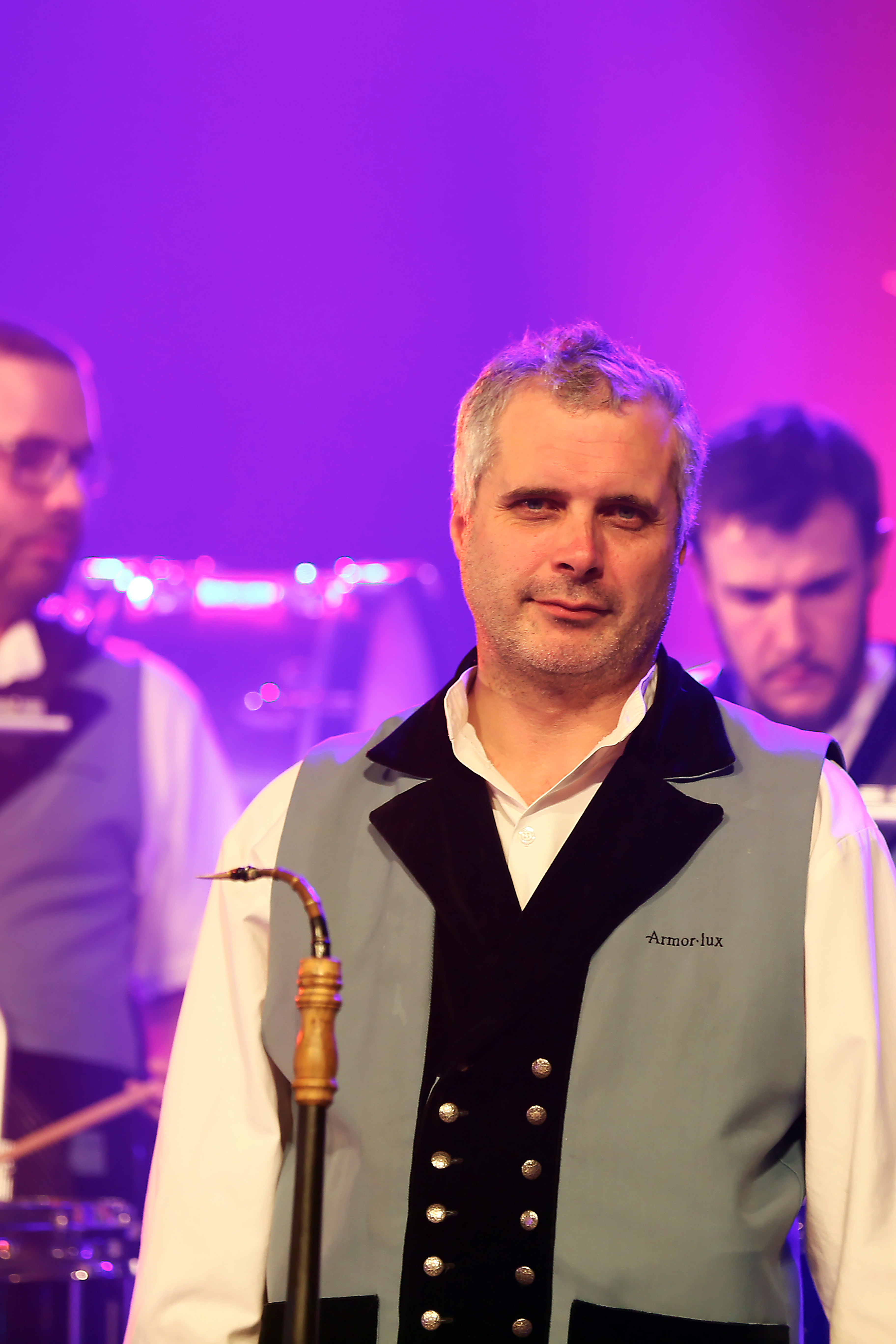
Costumes du Bagad Melinerion de Vannes.
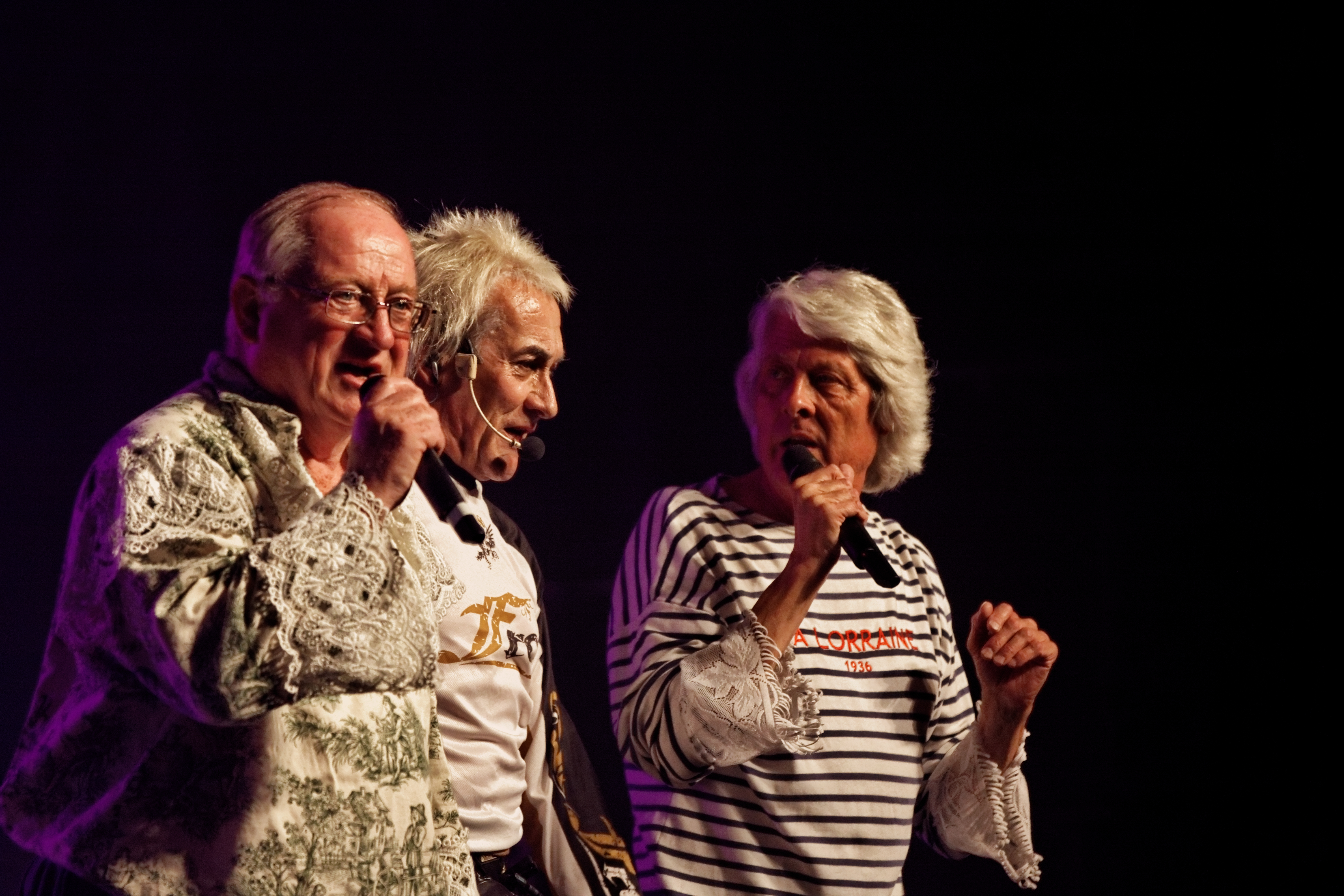
Tri Yann au festival de Cornouaille à Quimper en 2012.
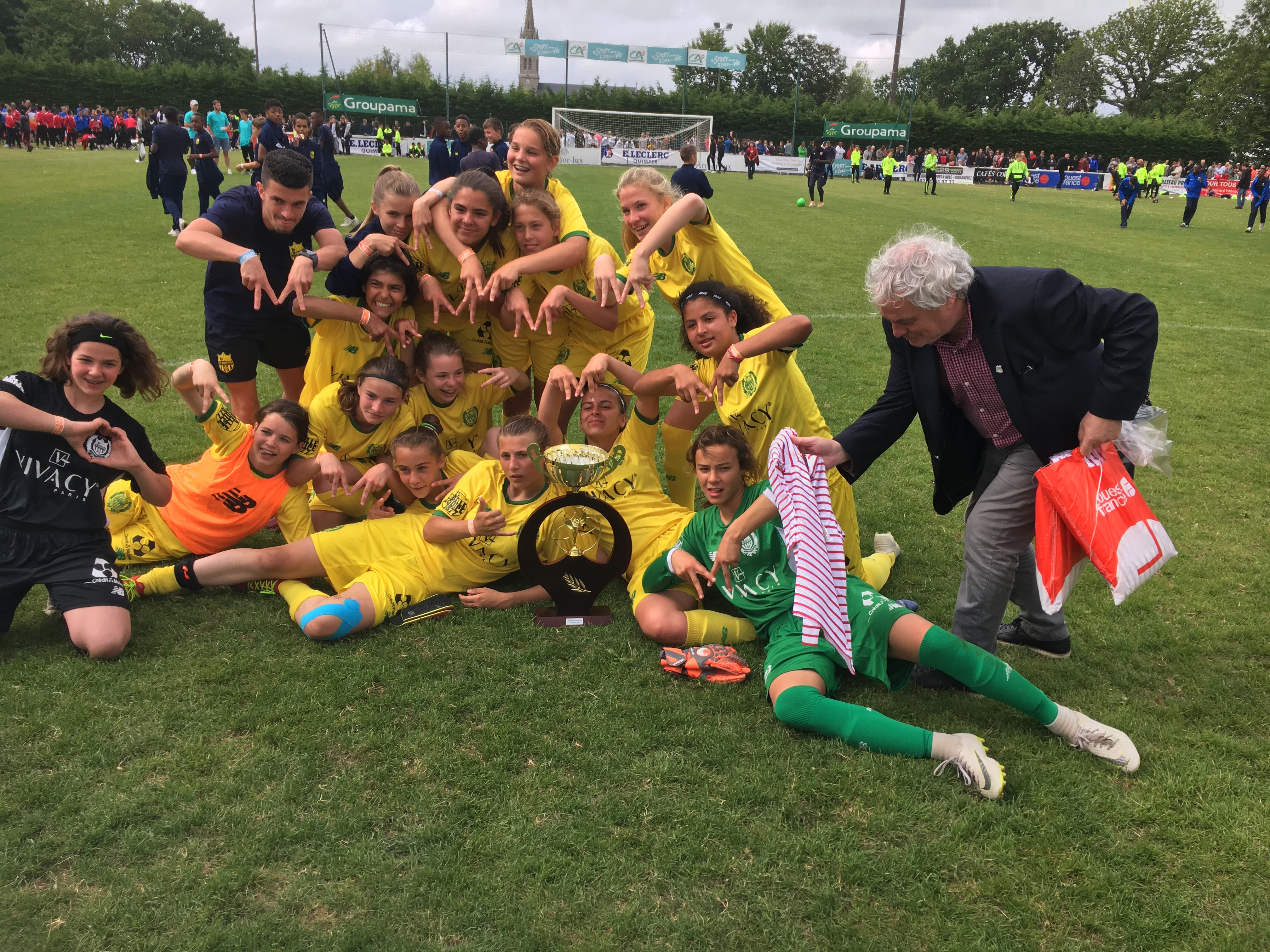
Tournoi de football féminin Mondial Pupilles remporté par le FC Nantes en 2019.
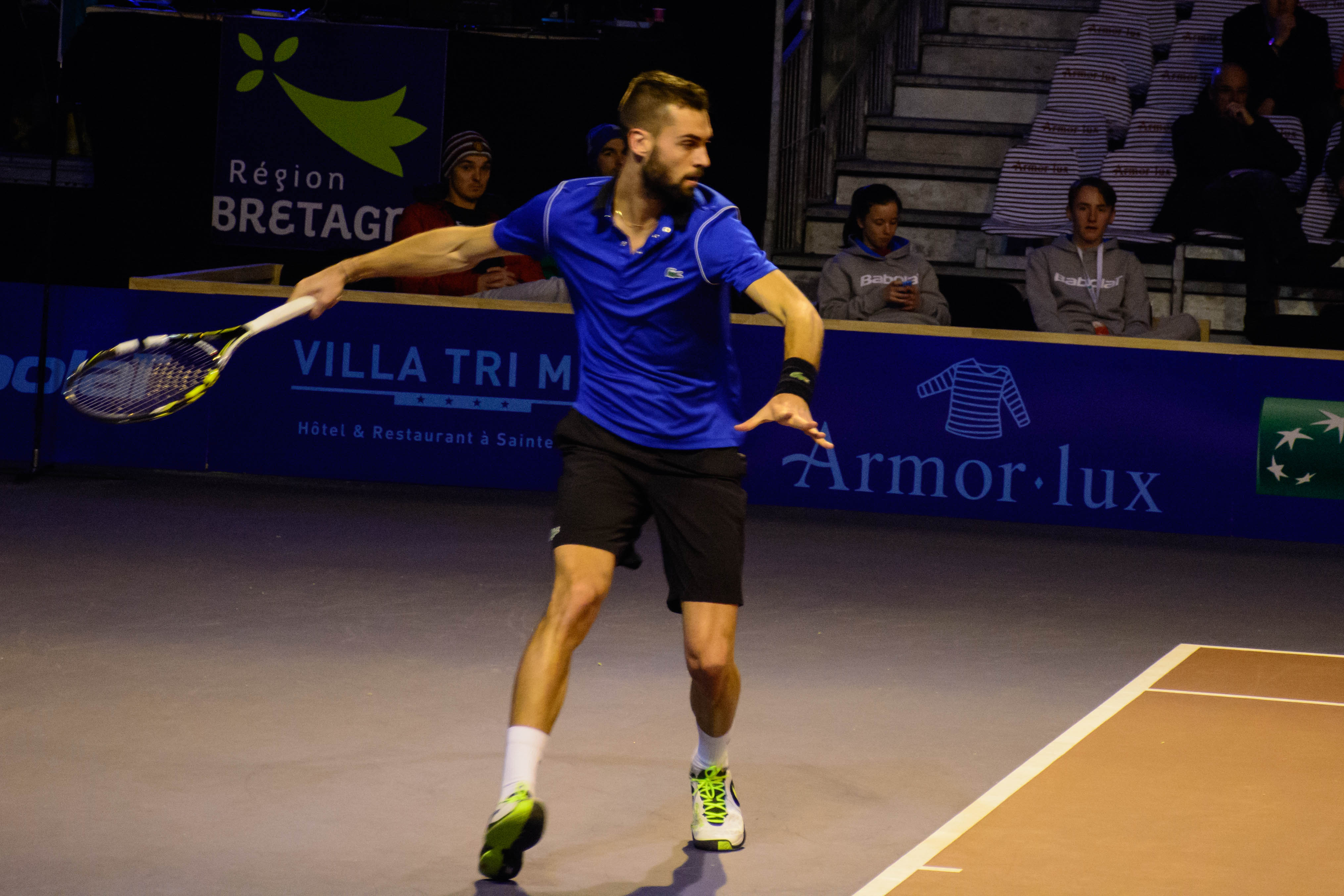
Benoît Paire à l'Open de Quimper en 2015.
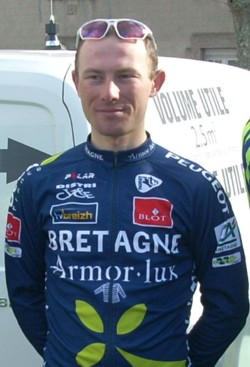
Équipe Bretagne-Armor Lux en 2007.
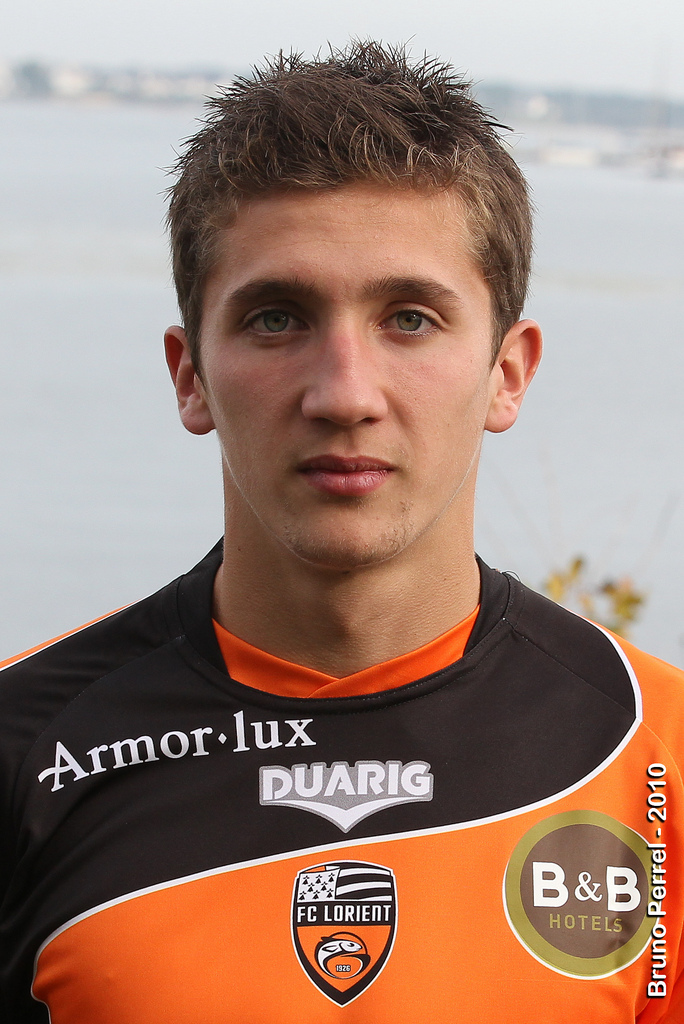
Mathias Autret avec le FC Lorient.